# Nasrudin-šah Kadžar
Nasrudin-šah Kadžar (perz. ناصرالدین شاه قاجار; Tabriz, 16. srpnja 1831. – Teheran, 1. svibnja 1896.), šah Irana i peti vladar iz kadžarske dinastije.
Rođen je u Tabrizu na sjeverozapadu Irana, kao sin Muhamed-šaha i Mahd-e Olie. Nakon očeve smrti 1848. godine vlast privremeno preuzima njegova majka, a potom se Nasrudin-šah kruni u dobi od 17 godina. Razdoblje njegove vladavine u gotovo čitavoj drugoj polovici 19. stoljeća obilježio je mir sa susjednim silama (Ruskim, Osmanskim i Britanskim Carstvom) i snažna modernizacija zemlje u kojoj zasluge dijeli s premijerom Amirom Kabirom. Nasrudin-šah osobno se bavio fotografijom nedugo nakon njenog otkrića i u teheranskoj Golestanskoj palači dao je sagraditi posebnu dvoranu (Aks Hane) namijenjenu njegovim fotografskim radovima. Ubijen je u atentatu 1896. godine od ruke Mirze Reze Kermanija koji je pripadao revolucionarnoj frakciji Džamal-al-Din al-Afgani. Na položaju iranskog šaha nasljedio ga je njegov sin Mozafaradin-šah.
| Prethodnik: | Iranski šah (kadžarska dinastija) (5. listopada 1848. - 1. svibnja 1896.) | Nasljednik:     |
| Mahd-e Olia | Iranski šah (kadžarska dinastija) (5. listopada 1848. - 1. svibnja 1896.) | Mozafaradin-šah |